# Étienne de Nemours
Étienne de Nemours ou Étienne Ier de Nemours, né après 1140 et mort le 1er septembre 1221, est un prélat français de la fin du XIIe et du début du XIIIe siècle, évêque et comte de Noyon ainsi que pair de France de 1188 à 1221.

## Biographie
Étienne de Nemours est le fils de Gauthier de Villebéon, seigneur de Nemours (ca. 1125-1205), et d’Aveline de Nemours (1130-1196) . Il est le frère de Philippe, seigneur de Nemours (1155-1191), Gauthier de Nemours dit Gauthier II ou Gauthier « le Jeune » (1160-1221), Pierre II de la Chapelle, évêque de Paris (mort v. 1219), Guillaume de Nemours, évêque de Meaux (mort en 1221), Orson de Nemours, baron de Brécy-en-Berry (1165-1233), Marguerite, et Jean de Nemours, seigneur de Nanteau-sur-Lunain et Prévôt de Paris (mort en 1216 ou peu après son père).

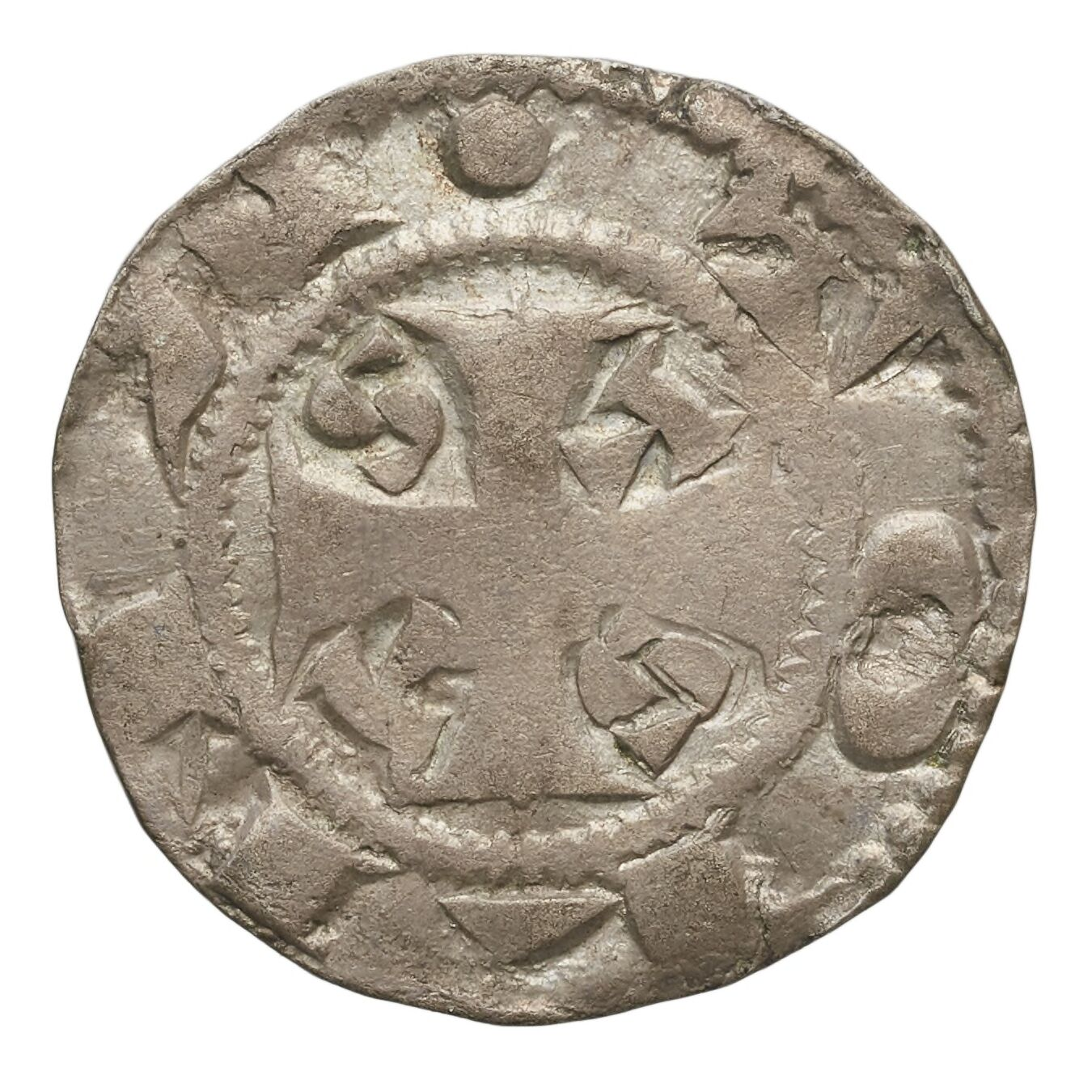
Maille possiblement frappée par Étienne de Nemours (entre 1192 et 1203). Bibliothèque nationale de France.

En 1188, il est nommé évêque-comte de Noyon et devient donc aussi pair de France, distinction rattachée à l'évêché de Noyon.
En 1192 ou 1193, il est envoyé au Danemark par le roi Philippe-Auguste afin de demander, pour ce dernier, la main de la princesse Ingeburge, sœur du roi Knud VI ,.  En 1197, il obtient, comme plusieurs de ses prédécesseurs, le droit de battre monnaie,.

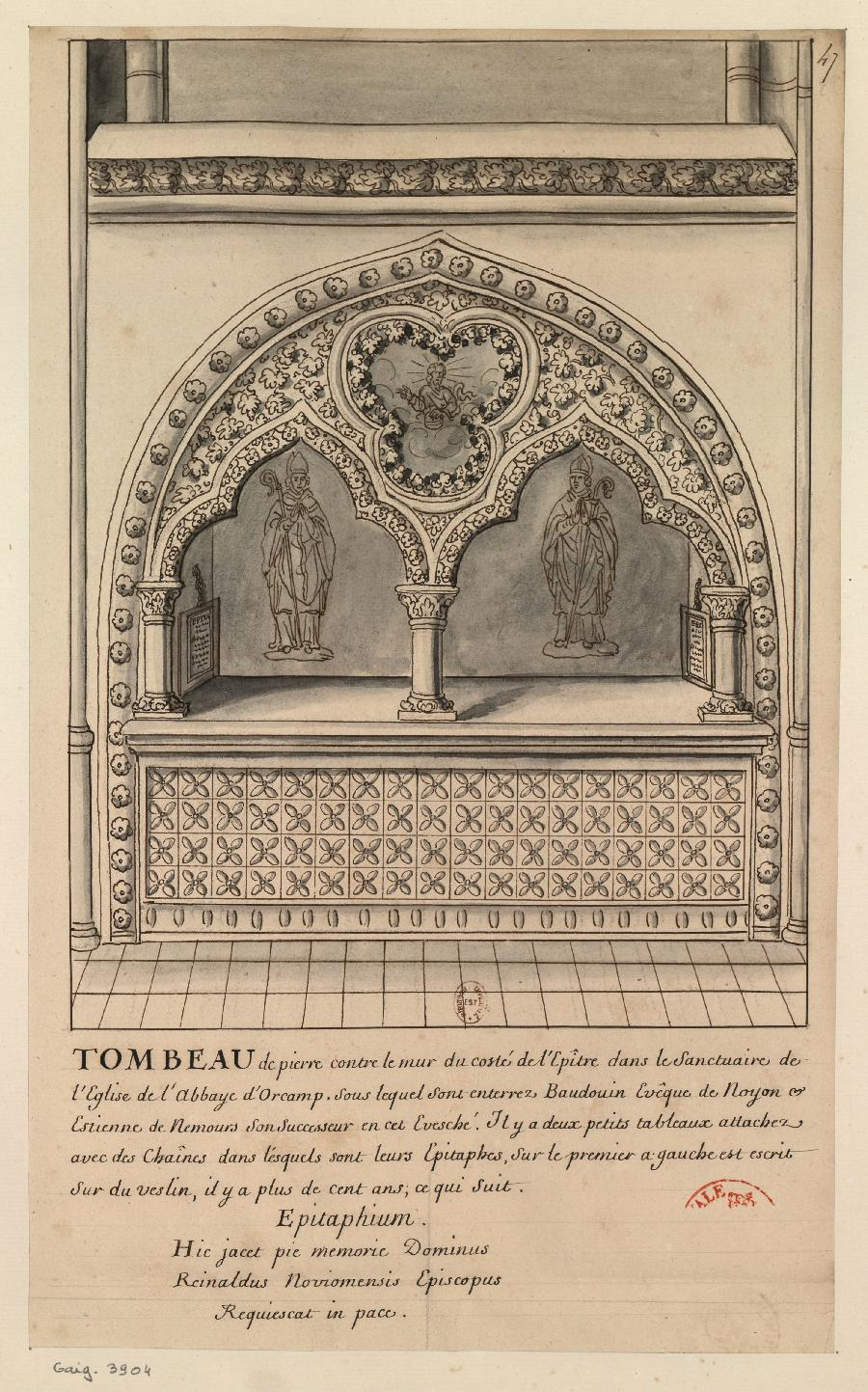
Tombeau de Renaud, Baudoin III et Étienne de Nemours, évêques de Noyon, à l'abbaye d'Ourscamp. Gravure de Louis Boudan.

Vers 1213, il fait bâtir à Carlepont, où les premiers évêques de Noyon avaient une résidence de campagne, un château destiné à sa résidence d’été. Il édicte une charte communale fixant les charges et les privilèges des habitants, qui sera confirmée par le roi Philippe-Auguste et sera appliquée jusqu'à la Révolution Française en 1789.
Vers 1215, il établit les deux autels de Notre-Dame-de-la-Gésine et de Saint Maurice qui se trouvent dans les chapelles rayonnantes de la cathédrale de Noyon.  En 1218, il fonde dans le château de Carlepont une chapelle dédiée à Notre-Dame dont le titulaire, nommé et payé par l’évêque, devra une messe par semaine.
Étienne de Nemours meurt le 1er septembre 1221 et est enterré dans l’abbaye de Notre-Dame d’Ourscamp ,,.